# Sam Was Here
Pour plus de détails, voir Fiche technique et Distribution.
Sam Was Here est un film franco-américain réalisé par Christophe Deroo, sorti en 2016.

## Synopsis
À bord de son coupé Mercedes, Sam, démarcheur commercial américain, fait du porte à porte en plein désert californien. Il ne rencontre aucun client, n'arrive à joindre ni son patron ni sa femme, et a pour seule compagnie la radio, où il apprend qu'un tueur est recherché dans la région. Puis, Sam tombe en panne, et trouve un étrange motel...

## Fiche technique
- Titre français : Sam Was Here
- Réalisation : Christophe Deroo
- Scénario : Christophe Deroo et Clément Tuffreau
- Musique : Christine
- Pays d'origine : France-États-Unis
- Format : couleur - 35 mm - 2,35:1
- Genre : horreur, thriller
- Durée : 75 minutes
- Date de sortie : 2016
- film interdit aux moins de 12 ans

## Distribution
- Rusty Joiner (VF : Lionel Tua) : Sam
- Sigrid La Chapelle : Eddy
- Rhoda Pell : Rebecca Saxton
- Hassan Galedary : Thomas Payne

## Distinctions
- Utopiales 2016 : Mention spéciale du jury.